# لورنا برنال
لورنا برنال (اسپانیایی: Lorena Bernal‎؛ زادهٔ ۱۲ مه ۱۹۸۱) مانکن، مجری تلویزیون و بازیگر اهل اسپانیا است.
از فیلم‌ها یا مجموعه‌های تلویزیونی که وی در آن‌ها نقش داشته است، می‌توان به چاک، ماه سیاه، امکانش هست؟ و سی‌اس‌آی: میامی اشاره نمود.